# Truyện tranh Ba Lan

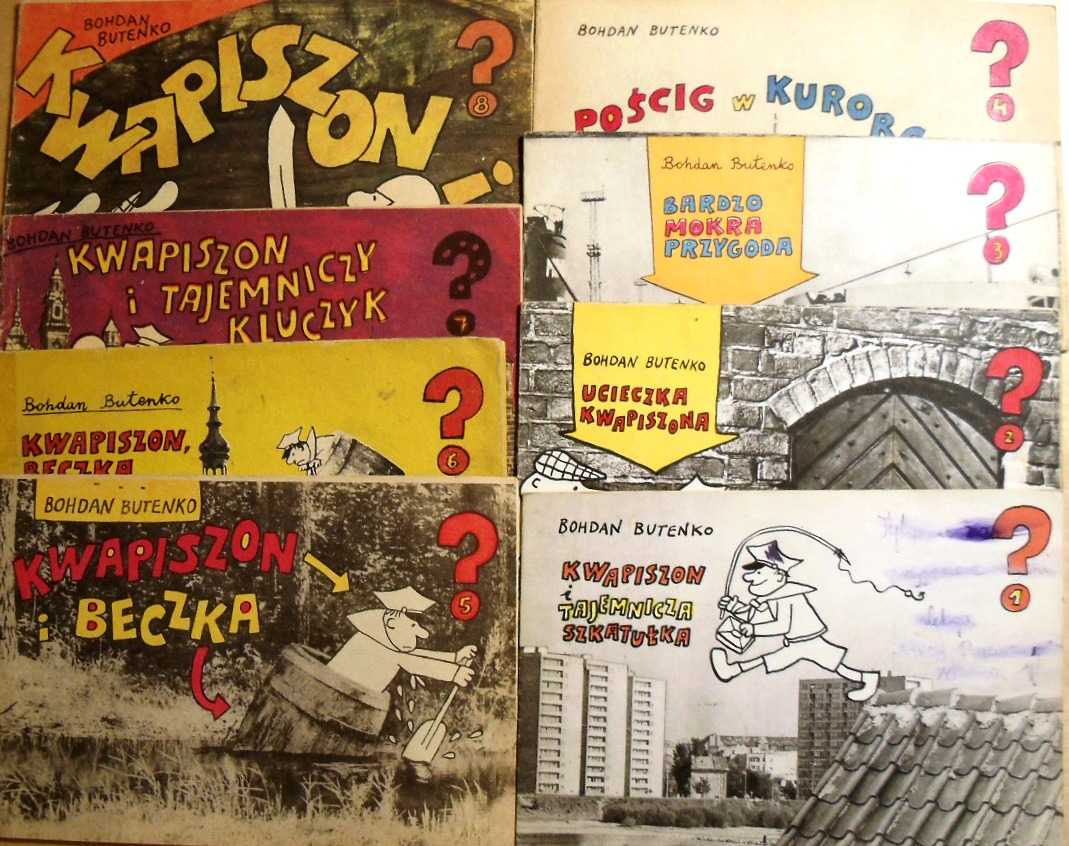
Trang bìa một số ấn phẩm mạn họa Ba Lan.

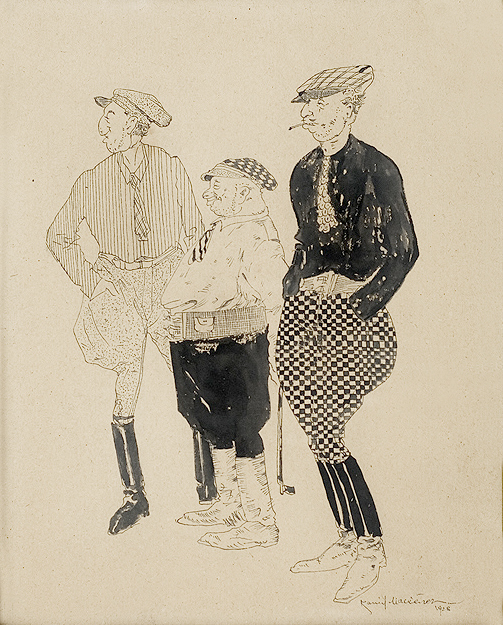
Tạo hình nhân vật của họa sĩ Kamil Mackiewicz năm 1928.

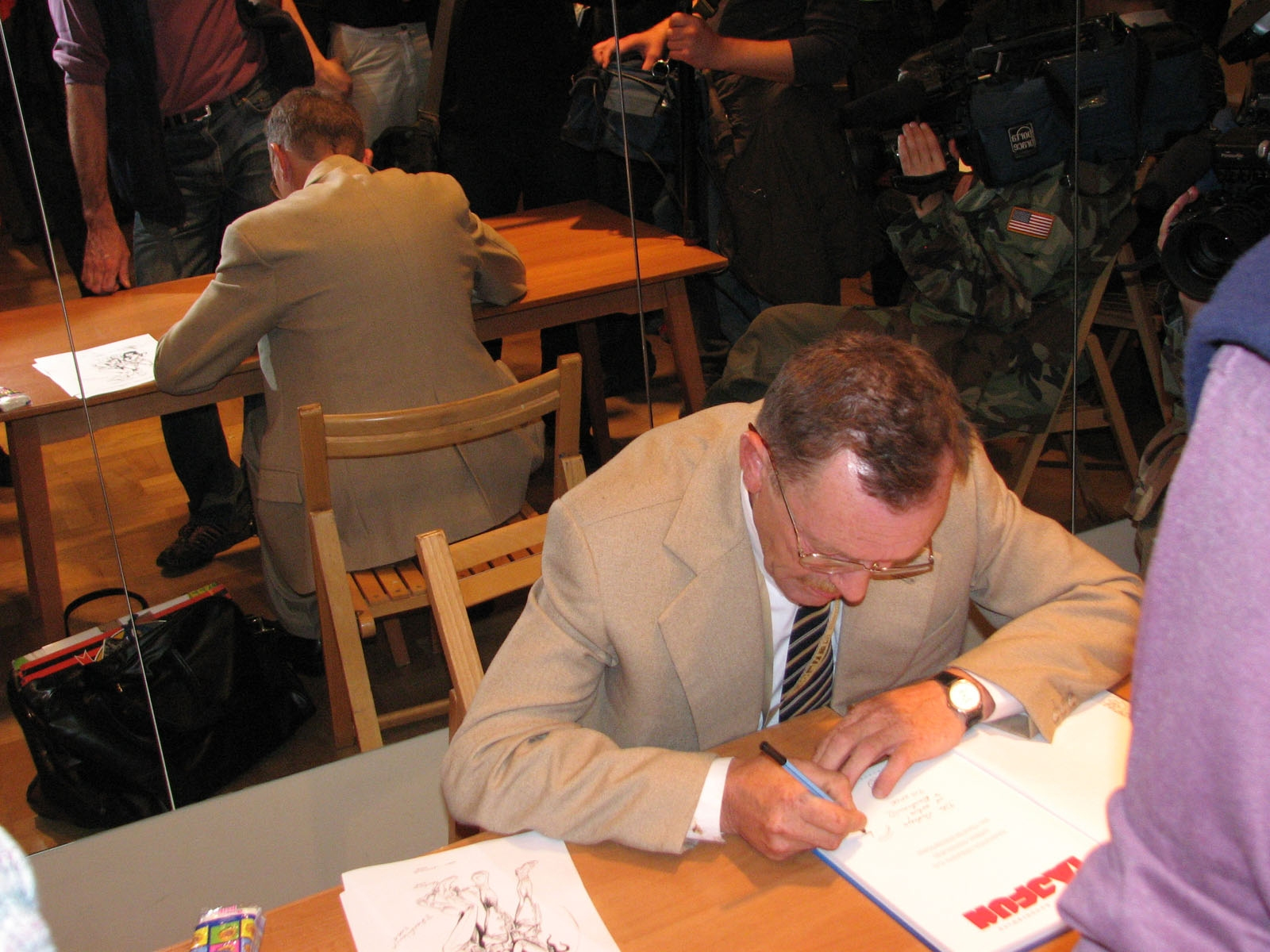
Họa sĩ Rysownik Tadeusz Raczkiewicz kí tặng người hâm mộ tại lễ hội mạn họa Łódź năm 2006.

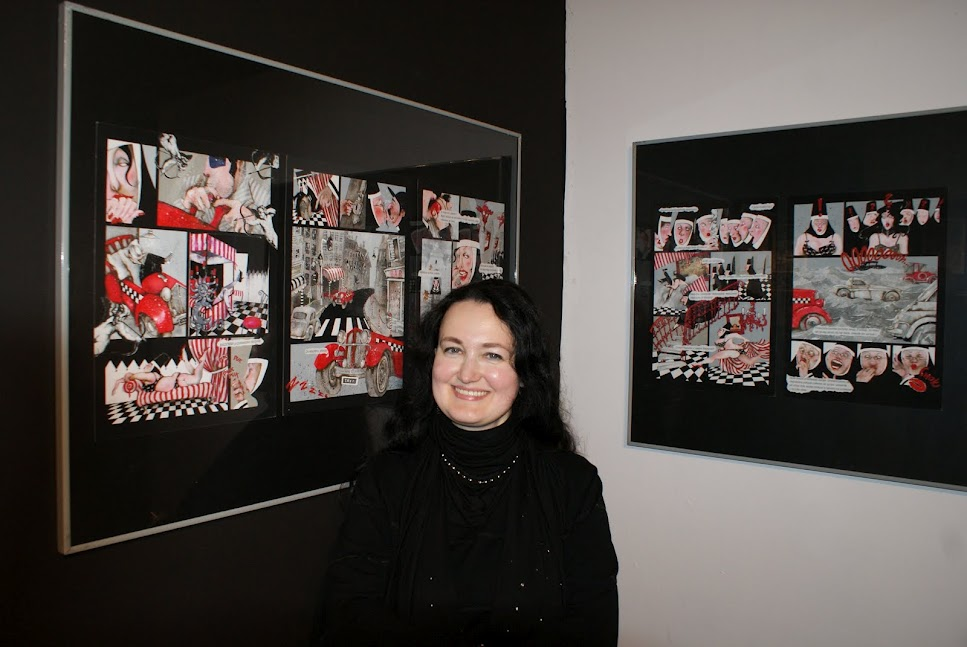
Họa sĩ Aleksandra Spanowicz trưng bày tác phẩm tại Wrocław năm 2011.

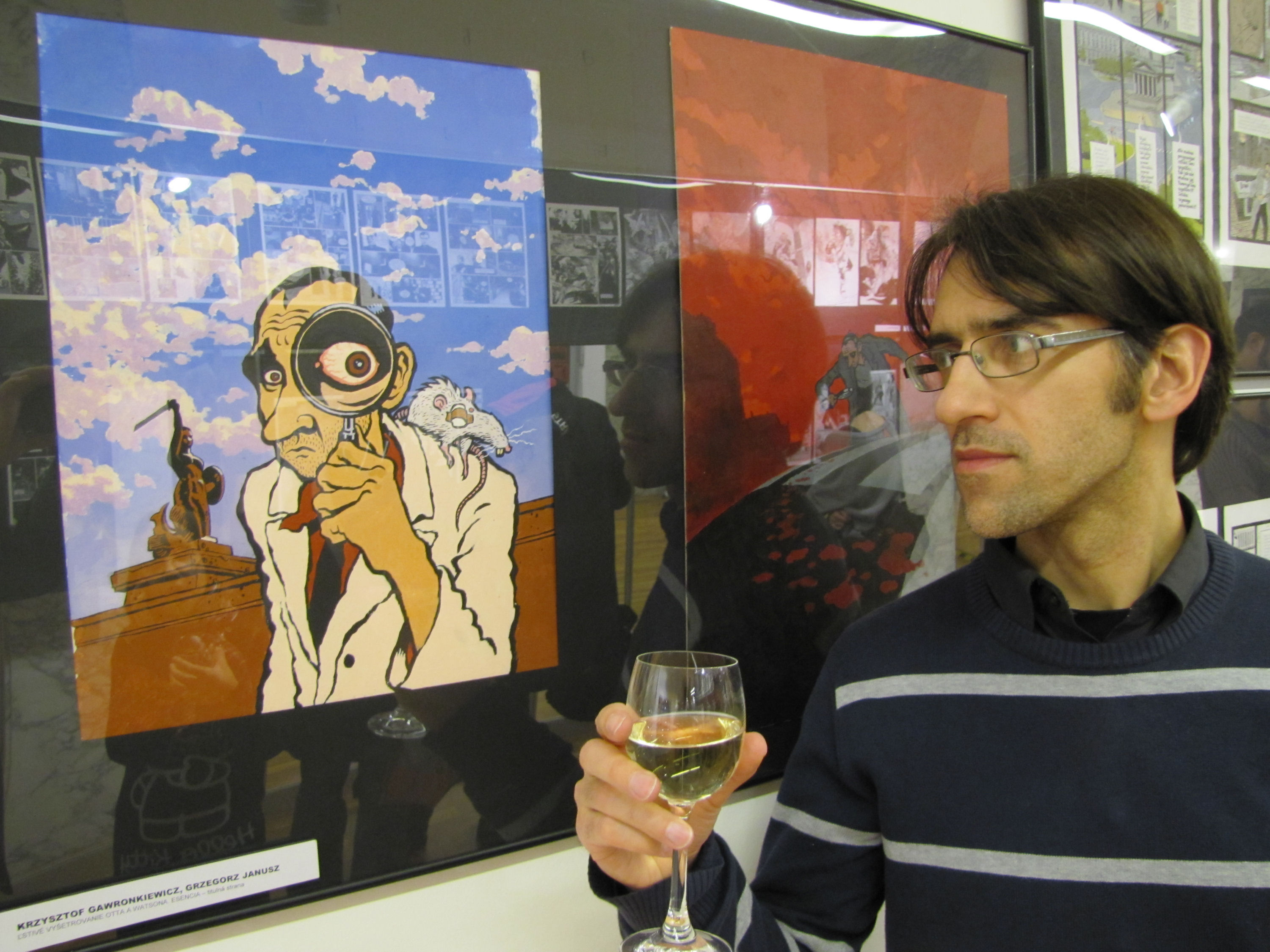
Họa sĩ Krzysztof Gawronkiewicz trưng bày tại Bratislava năm 2011.

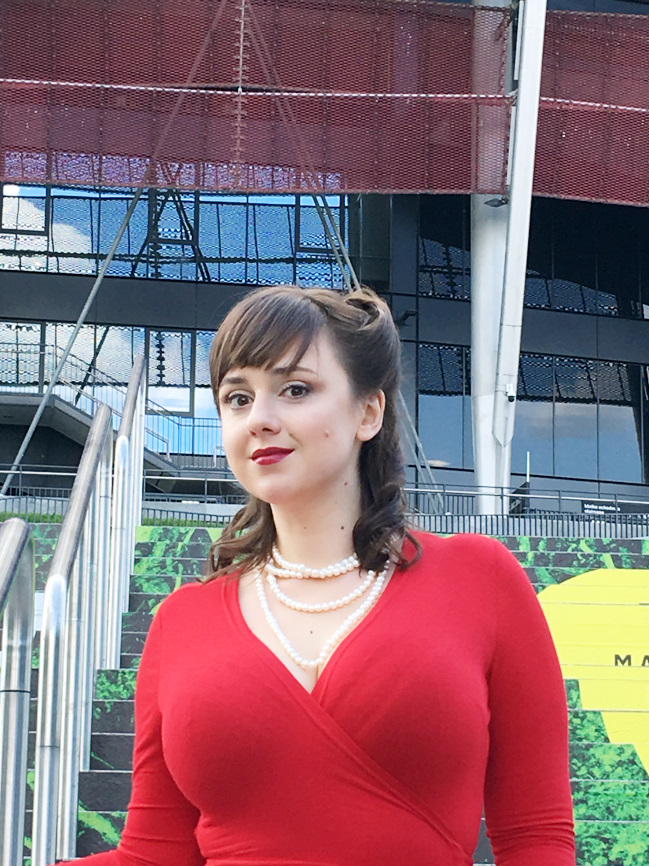
Nữ họa sĩ Maria Paszyńska tại lễ hội mạn họa Warszawa, 19 tháng 03 năm 2018.

Tranh truyện Ba Lan (tiếng Ba Lan: Polskie komiksy) là mạn họa do người Ba Lan chế tác.

## Lịch sử
Một trong những tác phẩm truyện tranh Ba Lan đầu tiên và nổi tiếng nhất là Koziołek Matołek (Matołek the Billy-Goat), được sáng tác bởi Kornel Makuszyński (viết nội dung) và Marian Walentynowicz (họa sĩ) vào năm 1933. Nó đã trở thành một tác phẩm kinh điển, đến nay vẫn còn phổ biến và là một phần quan trọng trong văn học thiếu nhi Ba Lan.
Ở Cộng hòa Nhân dân Ba Lan, thuật ngữ truyện tranh (komiks) không được khuyến khích bởi vì được cho là "sự ảnh hưởng của phương Tây", và trong khi các thuật ngữ "truyện tranh" (historyjki obrazkowe) hoặc "sách màu" (kolorowe zeszyty) được ưa thích hơn; nó đã bị coi lag bất hợp pháp và bị cấm từ 1947 đến 1957. (Tại Ba Lan hiện nay, những điều đó đã hầu như bị lãng quên, và từ vay mượn tiếng Anh trước đây "comics" (truyện tranh) bây giờ là một thuật ngữ chính được dùng nhiều nhất.)
Một trong những loạt truyện đáng chú ý nhất được tạo ra vào năm 1957 (và kết thúc vào năm 2009) là Tytus, Romek i A'Tomek (eng. Tytus, Romek và A'Tomek), đã trở thành bộ truyện tranh xuất bản lâu đời nhất và là một trong những bộ truyện tranh nổi tiếng nhất của Ba Lan. Được tạo bởi Henryk Jerzy Chmielewski (còn gọi là Papcio Chmiel), nó tập trung vào Romek và A'Tomek, hai hướng đạo sinh và Tytus de Zoo, một con tinh tinh có khả năng nói chuyện như con người.
Trong vài năm qua, thị trường truyện tranh ở Ba Lan đã phát triển nhanh chóng; càng ngày càng có nhiều truyện tranh và tạp chí Ba Lan. Từ khi Truyện tranh Nhật Bản phát triển rộng rãi, các ấn phẩm theo phong cách manga Ba Lan đầu tiên đã xuất hiện. Như trên toàn thế giới, truyện tranh trên web cũng ngày càng trở nên phổ biến.

## Tiêu biểu
- Serce Mostu Lưu trữ ngày 28 tháng 10 năm 2019 tại Wayback Machine
- Czaki
- Vui nhộn
- Je Jerzy
- Kajtek tôi Koko
- Kajko i Kokosz
- Kapitan Kloss
- Kapitan Żbik
- Komisarz Żbik
- Koziolek Matolek
- Lil tôi đặt
- Mikrop
- Przygody Kleksa
- Przygody Małpki Fiki-Miki
- Podziemny phía trước
- Ba Lan Podróżnicy
- Quo
- Rewolucje
- Tytus, Romek i A'Tomek
- Wiedźmin
- Wilq - Superbohater
- Osiedle Swoboda
- Yoel
- Życie Jezusa Chrystusa